# Shimin Network
Shimin Network (jap. 市民ネットワーク, shimin nettowāku, „Bürgernetzwerk[e]“) ist eine Kurzbezeichnung für eine Reihe politisch aktiver, lokaler Bürgerbewegungen in Japan, die im Zenkoku Shimin Seiji Network (全国市民政治ネットワーク, „Landesweite[s] Bürgerpolitiknetzwerk[e]“, engl. Japan People's Political Network) zusammengefasst sind. Ihre Wurzeln hat sie in den lokalen Verbraucherschutzgruppen und Konsumgenossenschaften, die als Reaktion auf die Industrieskandale der 1950er bis 1970er Jahre entstanden, der sogenannten „Stellvertreterinnenbewegung“ (代理人運動, dairinin undō, wegen der durchgehenden Nominierung von Frauen oft so übersetzt – der japanische Begriff ist neutral). Vor allem im Großraum Tokio sind die örtlichen Shimin Network, in manchen Präfekturen unter dem Namen Seikatsusha Network oder nur Network Undō („Netzwerkbewegung“), in mehreren Präfekturparlamenten und auf kommunaler Ebene vertreten. Auf nationaler Ebene arbeitete sie teilweise mit der Demokratischen Partei zusammen.
Die Bewegung formierte sich 1977 als Group Seikatsusha in Tokio und konnte 1979 bei der Kommunalwahl im Tokioter Bezirk Nerima einen ersten Mandatsgewinn verzeichnen. Später bildeten sich ähnliche Gruppen im Osten Kantōs, in Hokkaidō und im Norden Kyūshūs. Wahlerfolge erzielte sie vor allem ab den späten 1980er Jahren und in jüngerer Zeit unter anderem bei der Bürgermeisterwahl in der Stadt Kunitachi 1999, die die ehemalige Seikatsusha-Network-Vorsitzende Hiroko Uehara gewann, und bei den Tokioter Parlamentswahlen 2001, als sie sechs der 127 Sitze gewann. Zumindest in der Präfektur Tokio gelten als Regeln ein Rotationsprinzip (maximal drei Amtsperioden), die Abgabe von Aufwandsentschädigungen/Diäten an die Wahlkampfkasse und das Bestreiten von Wahlkämpfen ausschließlich durch die gemeinsame Wahlkampfkasse und Freiwillige.
2021 gab es laut Website neun Mitgliedsorganisationen des nationalen Verbandes, in den Präfekturen Hokkaidō, Tokio, Kanagawa, Chiba, Saitama, Nagano und Fukuoka und in den Städten Tsukuba und Toride (beide in Ibaraki).